# Microestat (mecànica estadística)
En mecànica estadística, un microestat és una configuració microscòpica específica que un sistema termodinàmic pot ocupar amb una certa probabilitat en el curs de les seves fluctuacions tèrmiques. En altres paraules, un microestat és un punt de l'espai de les fases del sistema.
Oposadament, el macroestat d'un sistema es refereix a les propietats macroscòpiques del sistema, tal com la temperatura i la pressió. Sovint els tractats de mecànica estadística donen una definició equivalent de macroestat especificant-lo per a un sistema termodinàmic aïllat. Un macroestat d'un sistema aïllat termodinàmicament ve especificat per un determinat conjunt de valors d'energia, de nombre de partícules i de volum del sistema. Seguint aquesta definició, podem descriure els microestats del sistema com les possibles maneres que les partícules del sistema es poden trobar per tal de donar aquest particular macroestat.
Un macroestat es caracteritza per una distribució de probabilitat de possibles estats al llarg d'una determinada col·lectivitat estadística de tots els microestats. Aquesta distribució descriu la probabilitat de trobar el sistema en un determinat microestat. En el límit termodinàmic, els microestats pels quals va passant el sistema macroscòpic durant les seves fluctuacions tindran totes les mateixes propietats macroscòpiques.